# 8-я гвардейская механизированная бригада
8-я гвардейская механизированная Молодечненская Краснознаменная бригада — механизированная  бригада Красной армии в годы Великой Отечественной войны.
Сокращённое наименование — 8 гв.  мбр'.

## Формирование и организация
8-я гвардейская механизированная бригада преобразована из 59-й механизированной бригады на основании Приказа НКО № 394 от 18.12.1943 г. и Директивы ГШ КА № 991257 от 26.12.1942 г.

## Боевой и численный состав
Бригада преобразована в гвардейскую (штаты №№ 010/370 - 010/380, 010/414):
- Управление бригады (штат № 010/370)
- 44-й гвардейский танковый полк (бывший 26-й тп)
- 1-й мотострелковый батальон (штат № 010/371)
- 2-й мотострелковый батальон (штат № 010/371)
- 3-й мотострелковый батальон (штат № 010/371)
- Минометный батальон (штат № 010/372)
- Артиллерийский дивизион (штат № 010/373)
- Зенитный артиллерийский дивизион (штат № 010/374)
- Рота ПТР (штат № 010/375)
- Рота автоматчиков (штат № 010/376)
- Разведывательная рота (штат № 010/377)
- Рота управления (штат № 010/378)
- Рота техобеспечения (штат № 010/379)
- Медико-санитарный взвод (штат № 010/380)

В 1943 г. переведена на штаты №№ 010/420 - 010/431, 010/451, 010/465:
- Управление бригады (штат № 010/420)
- 44-й гвардейский танковый полк (штат № 010/465)
- 1-й мотострелковый батальон (штат № 010/421)
- 2-й мотострелковый батальон (штат № 010/421)
- 3-й мотострелковый батальон (штат № 010/421)
- Минометный батальон (штат № 010/422)
- Артиллерийский дивизион (штат № 010/423)
- Рота ПТР (штат № 010/424)
- Рота автоматчиков (штат № 010/425)
- Разведывательная рота (штат № 010/426)
- Рота управления (штат № 010/427)
- Рота техобеспечения (штат № 010/428)
- Инженерно-минная рота (штат № 010/429)
- Автомобильная рота (штат № 010/430)
- Медико-санитарный взвод (штат № 010/431)
- Зенитно-пулеметная рота (штат № 010/451)

## Подчинение
Периоды вхождения в состав Действующей армии:
- с 18.12.1942 по 19.05.1943 года.
- с 09.07.1943 по 10.11.1943 года.
- с 23.06.1944 по 09.05.1945 года.
- с 16.08.1945 по 03.09.1945 года.

| Дата            | Фронт (округ)            | Армия             | Корпус                                  | Дивизия | Бригада | Примечания |
| --------------- | ------------------------ | ----------------- | --------------------------------------- | ------- | ------- | ---------- |
| 01.01.1943 года | Южный фронт              | 51-я армия        | 3-й гвардейский механизированный корпус |         |         |            |
| 01.02.1943 года | Южный фронт              | 51-я армия        | 3-й гвардейский механизированный корпус |         |         |            |
| 01.03.1943 года | Южный фронт              | 51-я армия        | 3-й гвардейский механизированный корпус |         |         |            |
| 01.04.1943 года | Южный фронт              |                   | 3-й гвардейский механизированный корпус |         |         |            |
| 01.05.1943 года | Южный фронт              |                   | 3-й гвардейский механизированный корпус |         |         |            |
| 01.06.1943 года | Степной военный округ    |                   | 3-й гвардейский механизированный корпус |         |         |            |
| 01.07.1943 года | Степной военный округ    |                   | 3-й гвардейский механизированный корпус |         |         |            |
| 01.08.1943 года | Воронежский фронт        | 47-я армия        | 3-й гвардейский механизированный корпус |         |         |            |
| 01.09.1943 года | Воронежский фронт        | 47-я армия        | 3-й гвардейский механизированный корпус |         |         |            |
| 01.10.1943 года | Воронежский фронт        | 47-я армия        | 3-й гвардейский механизированный корпус |         |         |            |
| 01.11.1943 года | РВГК                     |                   | 3-й гвардейский механизированный корпус |         |         |            |
| 01.12.1943 года | РВГК                     |                   | 3-й гвардейский механизированный корпус |         |         |            |
| 01.01.1944 года | РВГК                     |                   | 3-й гвардейский механизированный корпус |         |         |            |
| 01.02.1944 года | РВГК                     |                   | 3-й гвардейский механизированный корпус |         |         |            |
| 01.03.1944 года | РВГК                     |                   | 3-й гвардейский механизированный корпус |         |         |            |
| 01.04.1944 года | РВГК                     |                   | 3-й гвардейский механизированный корпус |         |         |            |
| 01.05.1944 года | Московский военный округ |                   | 3-й гвардейский механизированный корпус |         |         |            |
| 01.06.1944 года | РВГК                     |                   | 3-й гвардейский механизированный корпус |         |         |            |
| 01.07.1944 года | 3-й Белорусский фронт    |                   | 3-й гвардейский механизированный корпус |         |         |            |
| 01.08.1944 года | 1-й Прибалтийский фронт  |                   | 3-й гвардейский механизированный корпус |         |         |            |
| 01.09.1944 года | 1-й Прибалтийский фронт  | 51-я армия        | 3-й гвардейский механизированный корпус |         |         |            |
| 01.10.1944 года | 1-й Прибалтийский фронт  |                   | 3-й гвардейский механизированный корпус |         |         |            |
| 01.11.1944 года | 1-й Прибалтийский фронт  | 61-я армия        | 3-й гвардейский механизированный корпус |         |         |            |
| 01.12.1944 года | 1-й Прибалтийский фронт  |                   | 3-й гвардейский механизированный корпус |         |         |            |
| 01.01.1945 года | 1-й Прибалтийский фронт  | 4-я Ударная армия | 3-й гвардейский механизированный корпус |         |         |            |
| 01.02.1945 года | 1-й Прибалтийский фронт  |                   | 3-й гвардейский механизированный корпус |         |         |            |
| 01.03.1945 года | 2-й Прибалтийский фронт  |                   | 3-й гвардейский механизированный корпус |         |         |            |
| 01.04.1945 года | Курляндская группа войск |                   | 3-й гвардейский механизированный корпус |         |         |            |
| 01.05.1945 года | Курляндская группа войск |                   | 3-й гвардейский механизированный корпус |         |         |            |
| 01.09.1945 года | Забайкальский фронт      |                   | 3-й гвардейский механизированный корпус |         |         |            |

## Командиры

### Командиры бригады
- Белый Даниил Никитович, генерал-майор в, 08.12.1942 - 21.02.1944 года.[1]
- Кремер Семён Давидович , полковник,ид.00.01.1944 - 10.03.1944 года.[2]
- Кремер Семён Давидович , полковник, с 13.09.1944 генерал-майор  (в сентябре 1944 ранен и эвакуирован в тыл),10.03.1944 - 00.09.1944 года.
- Ласьков Семён Васильевич, подполковник, врио, 00.09.1944 - 00.02.1945 года.[3]
- Гусев Пётр Григорьевич, полковник, ид, 00.02.1945 - 00.12.1945 года.[4]

### Начальники штаба бригады
- Смелов Аркадий Михайлович, майор, 00.12.1942 - 27.11.1943 года.[5]
- Кунгуров Григорий Георгиевич, подполковник, 27.11.1943 - 10.06.1945 года.[6]

### Заместитель командира бригады по строевой части
- Николаев, подполковник (23.09.1943 погиб в бою)
- Ласьков Семён Васильевич, подполковник, 1944 год
- Сурков Владимир Авраамович, подполковник, 27.07.1944 - 09.03.1945 года.[7]

### Начальник политотдела, заместитель командира по политической части
- Тюлин Михаил Васильевич, полковник (22.09.1943 погиб в бою), 22.09.1943 года.[8]

## Отличившиеся воины
| Награда | Фамилия Имя Отчество          | Дата Указа | Должность                                                                                                | Звание                               | Примечания                       |
| ------- | ----------------------------- | ---------- | --- | ------------------------------------ | -------------------------------- |
|         | Анискин, Михаил Александрович | 24.03.1945 | командир танка 44-го гвардейского танкового полка 8-й гвардейской механизированной бригады               | гвардии лейтенант                    | погиб в бою 25 июня 1944 года    |
|         | Белый, Даниил Никитович       | 25.10.1943 | командир 8-й гвардейской механизированной бригады                                                        | гвардии генерал-майор танковых войск |                                  |
|         | Васюта, Сергей Трофимович     | 25.10.1943 | командир танка Т-70 отдельной гвардейской разведывательной роты 9-й гвардейской механизированной бригады | гвардии младший сержант              | погиб в бою 8 сентября 1943 года |
|         | Мозговой, Иван Остапович      | 24.03.1945 | командир танка 44-го гвардейского танкового полка 8-й гвардейской механизированной бригады               | гвардии лейтенант                    |                                  |
|         | Кремер, Симон Давидович       | 23.08.1944 | командир 8-й гвардейской механизированной бригады                                                        | гвардии полковник                    |                                  |

## Награды и наименования
| Награда, наименование                  | Документ о награждении                                                            | За что получена |
| -------------------------------------- | --------------------------------------------------------------------------------- | --- |
| Почётное звание «Гвардейская»          | Присвоено приказом Народного комиссара обороны СССР № 394 от 18 декабря 1942 года | За проявленную отвагу в боях за Отечество с немецкими захватчиками, за стойкость, мужество, дисциплину и организованность, за героизм личного состава         |
| Почётное наименование «Молодечненская» | Присвоено приказом Верховного главнокомандующего № 0205 от 23 июля 1944 года      | За отличия в боях с немецкими захватчиками за овладение городом Молодечно                                                                                     |
| Орден Красного Знамени                 | Награждена указом Президиума Верховного Совета СССР от 12 августа 1944 года       | За образцовое выполнение заданий командования в боях с немецкими захватчиками, за овладение городом Шауляй (Шавли) и проявленные при этом доблесть и мужество |